# Hjälstads distrikt
Hjälstads distrikt är ett distrikt i Töreboda kommun och Västra Götalands län. 
Distriktet ligger sydväst om Töreboda. 

## Tidigare administrativ tillhörighet
Distriktet inrättades 2016 och utgörs av socknen Hjälstad i Töreboda kommun.
Området motsvarar den omfattning Hjälstads församling hade vid årsskiftet 1999/2000.